# Iwan Gusiew
Iwan Aleksiejewicz Gusiew (ros. Иван Алексеевич Гусев; ur. 29 października 1918 we wsi Kurakino obecnie w rejonie sierdobskim (według innych danych w Sierdobsku) w obwodzie penzeńskim, zm. 26 stycznia 1945 w Ptaszkowicach) – radziecki żołnierz, starszy sierżant, uhonorowany pośmiertnie tytułem Bohatera Związku Radzieckiego (1945).

## Życiorys
Urodził się w rodzinie chłopskiej. Miał wykształcenie podstawowe, pracował w kołchozie, 1 maja 1938 został powołany do Armii Czerwonej.
Od lutego 1943 uczestniczył w wojnie z Niemcami, walczył na Froncie Centralnym, Białoruskim i 1. Ukraińskim, od 1943 należał do WKP(b). Brał udział m.in. w bitwie kurskiej, operacji orłowskiej, czernihowsko-prypeckiej i homelsko-rzeczyckiej w 1943, operacji kalenkowicko-mozyrskiej, rówieńsko-łuckiej, proskurowsko-czerniowieckiej i lwowsko-sandomierskiej w 1944. Podczas walk w rejonie łokackim 13, 14 i 15 lipca 1944 prowadząc ogień z działa zadał duże straty wrogowi podczas odpierania niemieckich kontrataków. Szczególnie wyróżnił się podczas operacji sandomiersko-śląskiej na terytorium Polski w styczniu 1945 jako dowódca działa 362. pułku artylerii 106. Dywizji Strzeleckiej w składzie 3. Gwardyjskiej Armii i 1. Frontu Ukraińskiego w stopniu starszego sierżanta. 26 stycznia 1945 przy przełamywaniu obrony przeciwnika prowadził ogień z działa i następnie karabinu maszynowego, zabijając oficera i około 30 żołnierzy wroga; został ranny, jednak nie opuścił pola walki. Zginął w tej walce. Został pochowany w Ptaszkowicach, po wojnie jego grób przeniesiono do Pabianic.
Jego imieniem nazwano ulicę we wsi Kurakino; jego nazwisko umieszczono też na pomniku bohaterów Armii Czerwonej w Penzie.

## Odznaczenia
- Złota Gwiazda Bohatera Związku Radzieckiego (pośmiertnie, 27 czerwca 1945)
- Order Lenina (pośmiertnie, 27 czerwca 1945)
- Order Wojny Ojczyźnianej II klasy (24 września 1944)
- Order Czerwonej Gwiazdy (30 listopada 1943)
- Medal za Odwagę (28 stycznia 1944)